# 25-я стрелковая бригада
Не следует путать с 25-й стрелковой бригадой внутренних войск НКВД
25-я стрелковая бригада — воинское соединение СССР в Великой Отечественной войне. Во время Великой Отечественной войны имела два формирования, в боях принимала участие только первым формированием.

## История
Формировалась по приказу «О сформировании 50-ти отдельных стрелковых бригад» № 00105 от 14 октября 1941 года с октября 1941 года в Харьковском военном округе, в том числе за счёт курсантов высших военных учебных заведений, являлась ударной курсантской бригадой.
В действующей армии с 31 декабря 1941 по 23 июля 1942 года.
В последние дни декабря 1941 года сосредоточилась по рубежу реки Волхов. 7 января 1942 года введена в бой в ходе Любанской операции, с задачей прорвать фронт противника на рубеже Дымно — Высокое, в дальнейшем наступлении прикрывать правый фланг армии, сосредоточилась и перешла в наступление только в 11:00, однако откатилась на исходные. Была передана в состав 59-й армии, которая с 13 января 1942 года долго на своём участке не могла развить наступление. Несмотря на то, что на правый берег бригаде удалось переправиться в первый день наступления, лишь 6 февраля 1942 года бригада взяла прибрежную деревню Вергежа, а 8 февраля 1942 года захватила соседнее селение Пересвет-Остров.
В середине февраля 1942 года бригада была введена в прорыв, с целью обеспечения левого фланга 13-го кавалерийского корпуса, составляющего группировку 2-й ударной и к концу февраля 1942 года бригада, сменив 236-й кавалерийский полк, закрепилась между 59-й стрелковой бригадой справа и 23-й стрелковой бригадой слева, у деревень Никулино, Почепово, Замежье, западнее Жилого Рыдна и Поддубья, затем по рубежу селений Олений Остров, Абрамов Клин, через озеро Чёрное, затем западнее деревень Веретье Финское и Веретье Русское и почти до Еглина.
Во время операции по выводу из окружения 2-й ударной армии, с 20 мая 1942 года бригада отражает атаки противника, направленные на уничтожение котла, была потеснена, но с помощью 382-й стрелковой дивизии сумела восстановить положение. С 24 мая 1942 года оставляет позиции, отступает к Новой Керести, ведя арьергардные бои. Так, на первом промежуточном рубеже у станции Радофинниково и деревни Дубовик бригада ввязалась в бои с противником, который попытался окружить бригады.  Радофинниково несколько раз переходило из рук в руки, но бригада сумела отбиться. К 1 июня 1942 года бригада уже была крайне потрёпана в боях и насчитывала 328 офицеров, 295 сержантов и старшин и 838 рядовых.
19 июня 1942 года бригада, вместе с 46-й стрелковой дивизией и 57-й стрелковой бригадой пошла на прорыв кольца, навстречу войскам 59-й армии. В результате был создан небольшой и недолго продержавшийся коридор, но какая-то часть бригады из кольца сумела вырваться. Всего в ходе прорыва кольца 19-25 июня 1942 года из состава бригады вышло около 200 человек.
23 июля 1942 года бригада была расформирована.

## Подчинение
| Дата            | Фронт (округ)                                              | Армия             | Корпус | Примечания |
| --------------- | ---------------------------------------------------------- | ----------------- | ------ | ---------- |
| 01.11.1941 года | Харьковский военный округ                                  | -                 | -      | -          |
| 01.12.1941 года | Сталинградский военный округ                               | -                 | -      | -          |
| 01.01.1942 года | Волховский фронт                                           | 2-я ударная армия | -      | -          |
| 01.02.1942 года | Волховский фронт                                           | 59-я армия        | -      | -          |
| 01.03.1942 года | Волховский фронт                                           | 2-я ударная армия | -      | -          |
| 01.04.1942 года | Волховский фронт                                           | 2-я ударная армия | -      | -          |
| 01.05.1942 года | Ленинградский фронт (Группа войск Волховского направления) | 2-я ударная армия | -      | -          |
| 01.06.1942 года | Ленинградский фронт (Волховская группа войск)              | 2-я ударная армия | -      | -          |
| 01.07.1942 года | Волховский фронт                                           | 2-я ударная армия | -      | -          |

## Командиры
- полковник Шелудько, Павел Григорьевич (попал в плен, в 1945 году после спецпроверки восстановлен в звании) [1]